# Proenderleinellus calva
Proenderleinellus calva – gatunek wszy z rodziny Polyplacidae. Powoduje wszawicę. Pasożytuje na gryzoniach takich jak: wielkoszczur (Cricetomys gambianus), Cricetomys emini.
Samica wielkości 1,9 mm, samiec mniejszy osiąga wielkość 1,5 mm. Wszy te mają ciało silnie spłaszczone grzbietowo-brzusznie. Samica składa jaja zwane gnidami, które są mocowane specjalnym „cementem” u nasady włosa. Rozwój osobniczy trwa po wykluciu się z jaja około 14 dni. Występuje na terenie Afryki w Angoli, Kongo, Kenii, Nigerii, Tanzanii, Zairze.